# Юханна ибн Юсуф
Юханна ибн Юсуф ибн Харис ибн ал-Батрик ал-Касс (ум. ок. 980) — христианский священник, известный учёный. Работал в Хамадане. Переводил на арабский язык труды греческих философов и математиков. Ал-Бируни в своей «Минералогии» сообщает, что ибн Юсуф определял удельные веса разных минералов.
Написал «Книгу о рациональных и иррациональных величинах», «Книгу о доказательстве того, что если прямая линия пересекает две другие прямые, лежащие в одной плоскости, то два внутренних односторонних угла меньше двух прямых углов», «Книгу о делении прямой линии пополам».